# Slava Cercheză
Slava Cercheză é uma comuna romena localizada no distrito de Tulcea, na região de Dobruja. A comuna possui uma área de 106.25 km² e sua população era de 2560 habitantes segundo o censo de 2007.